# Емил Видлички
Емил Видлички (псевдоним на Емил Илиев Стефанов) е български поет, писател и юрист.

## Биография
Роден е на 1 януари 1921 г. в град Фердинанд, в дома на Илия Стефанов и Тодорка Първанова.
Дядо му, Стефан Николов, е доброволец, награден с орден „За храброст“ от Сръбско-българската война и по-късно кмет на град Фердинанд в периода 1897 – 1899 г. – създател на пожарна команда, построяване на черква и др.
Баща му, Илия Стефанов е запасен поручик от Първата световна война с Медал за Храброст, завършва право в Швейцария, работи като съдия, прокурор, адвокат, собственик и редактор на местния вестник „Лъч“, отразяващ събитията в града и страната.
Семейството му се премества в Лом, където се сприятелява с Виктор Райчев, по-късно диригент и композитор. На 12-годинишна възраст се установява в София, за да учи в немската гимназия „Дойче Шуле“.
След гимназията става студент по право в Юридическия факултет на Софийския университет. Последната година от образованието си заминава с Хумболтова стипендия за Германия – във Фрайбург, Брайсгау, за да направи и докторат по право. Завръща се в България няколко дни преди 9 септември 1944 г.
Веднага след Деветосептемврийския преврат, на 10 септември 1944 г., е арестуван заедно с баща си в полицията. Баща му Илия Стефанов, е убит без съд и присъда на 5 октомври 1944 г. На близките му дълги години е казвано, че е изселен и накрая е обявен за безследно изчезнал. Истината за жестоката смърт на Илия Стефанов се разкрива едва след 1989 г., след падането на комунизма в България.
Отнето му е правото да практикува адвокатура, работи като юрист-консулт в различни предприятия: „Елпром“, „Електра“, Силнотоков завод „Васил Коларов“, Промкомбинат „Витоша“, „Телевизионни и Радио Сервизи“.
През 1968 г., заедно с редица други български интелектуалци, е изселен за две години от София. Завършва трудовата си кариера на пенсионна възраст и изцяло се отдава на писателския си талант.
След 1989 г. се установява със съпругата си в САЩ при двете си дъщери. Получава американско поданство през 2005 г. и тогава написва своята автобиографична книга „Ласките на орисницата“, в която предава случки от собствения си живот, спомени от оперетната среда, за композитори, постановчици, артисти, балетисти, почитатели на оперетния жанр в България.
През 2006 г. Музикалният театър организира за широка публика Бенефис на Голямата сцена на Държавния музикален театър, по повод публикуването на автобиографичната му книга и като признателност за дългогодишния му принос към оперетния жанр. Присъстват: авторът Емил Видлички, издателят Васил Станилов, директорът на музикалния театър проф. Зарко Донев, литературният критик Константин Карапетров, организаторът А. Аронов, и артисти от театъра, които поднасят откъси от любими оперетни произведения за многобройната публика. Емил Видлички е назован с прозвището Маестрото на оперетно-сценичния жанр и получава отличие „Златна лира“ от Съюза на българските музикални и танцовите дейци.
Умира на 10 август 2011 г. в САЩ.

## Творчество
Автор е на четири либрета за оперети за възрастни, по които музика написва композиторът Виктор Райчев:
- „Младостта на Маестрото“ – музика Виктор Райчев, (Посветена на Маестро Георги Атанасов) – 1957, 1958 г., издържала над 110 представления на сцената на Държавния музикален театър „Стефан Македонски“ (ДМТ)
- „Бал на жените“ – музика Виктор Райчев, 1959, 1960 (ДМТ)
- „Щастливецът“ – музика Виктор Райчев (посветена на живота на	Алеко Константинов, 1964 (ДМТ) също играна	над 100 представления.
- „Хъшове“ – музика Виктор Райчев, 1985 (ДМТ); Либретото изградено върху Вазовите произведения: повестта „Немили-недраги“ и драмата „Хъшове“ както и редица стихотворения	на народния поет.

Автор е на четири детски оперети:
- „Приказният сън“ – поставена в Росток (1960), Марконойкирхен (1965), Германия и получила златен медал и лауреатска награда в Грузия, поставена и в Москва (1958, 1970 г.) Сочи (1964) и Ставропол (1964). Излъчва се по Московската телевизия като текст и снимки се публикуват в сп. „Огоньок“ – музика Илия Илиев;
- „Кривата пътека“ – с музика от Димитър Петков;
- „Доброто сърце“ – с музика на Парашкев Хаджиев (1951);
- „Златното момиче“ – написана за читалището в Козлодуй, с музика на Димитър Вълчев (1987).

Преводач е от немски език и същевременно автор на адаптацията на сценичния текст и стиховете на следните оперети поставени на сцената на ДМТ „Стефан Македонски“ в периода 1981 – 1987 г.:
- „Бал в Савоя“ от Пал Абрахам
- „Една нощ във Венеция“ стиховете с музика от Й.Щраус
- „Фраскита“ от Фр. Лехар
- „Брачна Клопка“ – Телеман
- „Неопростената нощ“ – Пал Дьонд
- „Магьосникъ от Оз“ – Арлен
- „Баядерка" – Имре Калман,	играна и на сцената във Велико Търново.

Преводач е на операта „Юлий Цезар“ от Хендел – за оперния театър в Русе
Преводач е на мюзикъли, играни на сцената на театър „Константин Кисимов“ във Велико Търново:
- „Моят приятел Бънбъри“ – Герд Начински;
- „Госпожица мама“ – Джон Зееберг;
- „Весел Уикенд“;
- „Приятел на семейството“.

Автор е на редица детски книжки в стихове:
- Книжка „Веселушка“, с илюстрации на карикатуриста Радослав Маринов-РЕМЕ, 1957 г., изд. „Народна младеж“;
- Книжка „Фър, фър Калинке“ 1963 г., изд. „Народна младеж“, художник Мира Йовчева
- „Китка“ – сборник стихове за деца, издание на „Народна младеж“, 1956 г.
- „Поетичен кръговрат, Есен, Зима“, Велико Търново (в. „Абагар“) – стихчета за деца.